# Lamellibrachia victori
Lamellibrachia victori is een borstelworm uit de familie Siboglinidae. Het lichaam van de worm bestaat uit een kop, een cilindrisch, gesegmenteerd lichaam en een staartstukje. De kop bestaat uit een prostomium (gedeelte voor de mondopening) en een peristomium (gedeelte rond de mond) en draagt gepaarde aanhangsels (palpen, antennen en cirri).
Lamellibrachia victori werd in 1985 voor het eerst wetenschappelijk beschreven door Mañe-Garzon & Montero.